# Sneschanka-Fernsehturm
Der Sneschanka-Fernsehturm (bulgarisch Телевизионна кула Снежанка) ist ein von 1973 bis 1978 errichteter, 156 Meter hoher Fernsehturm in Stahlbetonbauweise auf der Spitze des 1926 Meter hohen Berges Sneschanka – auf Deutsch Schneewittchen – beim Wintersportort Pamporowo in Bulgarien.

## Beschreibung
Der Sneschanka-Fernsehturm verfügt über eine für das Publikum geöffneten Aussichtsplattform. Der Fernsehturm besitzt ähnlich dem Olympiaturm in München einen zweigeteilten Turmkorb. Auf dem Dach des unteren zweigeschossigen Technik-Korbes auf 64 Meter Höhe befindet sich die Antennenplattform für Richtfunk. Oberhalb des auf 85 Meter befindlichen oberen eingeschossige Korbs läuft der Turmschaft aus Beton konisch zusammen und bildet die Basis für den darauf aufgestellten Stahl-Antennenmast. Der obere Turmkorb dient als Aussichtsplattform und beherbergt ein Restaurant. Die Aussicht ermöglicht eine Sicht auf das Gebirge der Rhodopen und des Rila-Gebirges und sogar auf den nordgriechischen Teil Ostmakedonien und Thrakien.

## Nutzung als Sender
Folgender Radio- und Fernsehsender werden seit 1978 vom Fernsehturm auf der Sneschanka abgestrahlt:
- Erstes Programm des Bulgarischen Nationalen Fernsehens (BNR) auf Kanal 6
- Zweites Programm des BNR auf Kanal 38
- Nationales Radioprogramm Horizont (Хоризонт) auf 101,6 MHz
- Sender des BNR Hristo Botev auf 96,0 MHz
- Radio Plovdiv (Радио Пловдив) auf 103,1 MHz
- Darik Radio (Дарик Радио) auf 107,0 MHz

Am 1. März 2013 fand ein umfassender Umbau des Senders auf Digitaltechnik statt. Die digitalen Fernsehsender werden im Multiplexverfahren abgestrahlt. Die Sender werden auf Kanal 34, 49 und 58 ausstrahlten. Die analogen Fernsehsender BNT1 (6 Kanal/5 kW) und bTV (38 Kanal/10 kW) wurden am 30. September 2013 abgeschaltet.